# Mickey Mystère
Le Journal de Mickey Mystère ou Mickey Mystère était un magazine français de bande dessinée paraissant tous les quatre mois et publié pour la première fois le 16 juin 1993.

## Présentation
Le Journal de Mickey Mystère était un numéro hors série du Journal de Mickey, dont neuf numéros furent publiés, et qui était destiné aux enfants de 7 à 13 ans.
Le format du Journal était très simple et reposait sur cinq parties :
- le cadeau
- une aventure de Mickey
- les jeux
- une aventure de Fantomiald
- la mission

Le tableau suivant concentre les informations sur les dates et le format des numéros.
| Numéro | Mois de sortie | Année | Pages | Personnage en couverture | Nombre d'histoire de Mickey | Nombre d'histoire de Fantomiald | Cadeau                             |
| ------ | -------------- | ----- | ----- | ------------------------ | --------------------------- | ------------------------------- | ---------------------------------- |
| 1      | 16 juin        | 1993  | 131   | Mickey                   | 1                           | 1                               | Feutre codeur-décodeur             |
| 2      | 27 octobre     | 1993  | 131   | Mickey                   | 1                           | 1                               | 720 portrait en 36 cartes          |
| 3      | février        | 1994  | 131   | Mickey                   | 1                           | 1                               | Mini lampe de poche                |
| 4      | mai            | 1994  | 131   | Fantomiald               | 2                           | 1                               | Stylo phosphorescent               |
| 5      | octobre        | 1994  | 131   | Mickey                   | 1                           | 1                               | Mini guide magnétique du détective |
| 6      | 8 février      | 1995  | 131   | Mickey                   | 1                           | 1                               | Crayon loupe                       |
| 7      | 28 juin        | 1995  | 131   | Mickey                   | 1                           | 1                               | Plaque et carte de détective       |
| 8      | 25 octobre     | 1995  | 131   | Mickey                   | 1                           | 1                               | Loupe de poche                     |
| 9      | 14 février     | 1996  | 131   | Mickey                   | 1                           | 2                               | Mini-lampe de poche                |

## Les neuf numéros
| Numéro             | Date de publication | Titre                                | Code        | Auteurs                                                                               | Personnage |
| ------------------ | ------------------- | ------------------------------------ | ----------- | ------------------------------------------------------------------------------------- | --- |
| Mickey Mystère n°1 | 16 juin 1993        | Mickey et le mystère de Kali         | ITL 183-AP  | Romano Scarpa et Luciano Gatto                                                        | Le Commissaire Finot, Dingo, Mickey Mouse et Minnie                                                                      |
| Mickey Mystère n°1 | 16 juin 1993        | Donald sur les traces de Fantomiald  | ITL 706-AP  | Elisa Penna, Guido Martina, Giovan Battista Carpi                                     | Donald Duck, Fantomiald, Géo Trouvetou, Gontran Bonheur, Oncle Picsou, Riri, Fifi et Loulou                              |
| Mickey Mystère n°2 | 27 octobre 1993     | Mickey et le mystère de Tap Yocca VI | ITL 142-AP  | Romano Scarpa                                                                         | Le Commissaire Finot, Dingo, Horace Horscellar, Mickey Mouse, Minnie et Pat Hibulaire                                    |
| Mickey Mystère n°2 | 27 octobre 1993     | Fantomiald contre Fantomias          | ITL 743-AP  | Guido Martina, Romano Scarpa et Giorgio Cavazzano                                     | Donald Duck, Fantomiald, Daisy, Géo Trouvetou, Gontran Bonheur, Oncle Picsou, Riri, Fifi et Loulou                       |
| Mickey Mystère n°3 | février 1994        | Alerte à la dimension Delta!         | ITL 206-AP  | Romano Scarpa et Rodolfo Cimino                                                       | Bip-Bip, Clarabelle, le Commissaire Finot, Duflair, Dingo, Mickey Mouse, Minnie, Pat Hibulaire et le Professeur Mirandus |
| Mickey Mystère n°3 | février 1994        | Fantomias protège Fantomiald!        | ITL 827-B   | Guido Martina et Massimo De Vita                                                      | Crésus Flairsou, Donald Duck, Fantomiald, Géo Trouvetou, Oncle Picsou, Riri, Fifi et Loulou                              |
| Mickey Mystère n°4 | mai 1994            | Le mystère des romans noirs          | ITL 407-B   | Michelle Gazzarri, Romano Scarpa et Giorgio Cavazzano                                 | Le Commissaire Finot, Dingo, Duflair, Mickey Mouse, Minnie et Pat Hibulaire                                              |
| Mickey Mystère n°4 | mai 1994            | Le voleur de pensées                 | ITL 877-C   | Michelle Gazzarri et Marco Rota                                                       | Le Commissaire Finot, Dingo, Duflair, Mickey Mouse et Minnie                                                             |
| Mickey Mystère n°4 | mai 1994            | Fantomiald et l'affaire du tableau   | ITL 884-AP  | Guido Martina et Massimo De Vita                                                      | Crésus Flairsou, Donald Duck, Fantomiald, Gontran Bonheur, Oncle Picsou, Riri, Fifi et Loulou                            |
| Mickey Mystère n°5 | octobre 1994        | Mickey et l'énigme du collier        | ITL 230-AP  | Romano Scarpa et Rodolfo Cimino                                                       | Bip-Bip, le Commissaire Finot, Duflair, Gertrude, Mickey Mouse, Minnie et Tante Gracieuse                                |
| Mickey Mystère n°5 | octobre 1994        | Le mystérieux fluide de Fantomiald   | ITL 1125-A  | Guido Martina et Massimo De Vita                                                      | Donald Duck, Fantomiald, Géo Trouvetou, Les Rapetou, Oncle Picsou, Riri, Fifi et Loulou                                  |
| Mickey Mystère n°6 | 8 février 1995      | Mickey et le piège diabolique        | ITL 736-A   | Guido Martina et Massimo De Vita                                                      | Le Commissaire Finot, Dingo, Duflair et Mickey Mouse                                                                     |
| Mickey Mystère n°6 | 8 février 1995      | Terreur au château                   | ITL 875-AP  | Guido Martina et Massimo De Vita                                                      | Donald Duck, Fantomiald, Gontran Bonheur, Oncle Picsou, Riri, Fifi et Loulou                                             |
| Mickey Mystère n°7 | 28 juin 1995        | Mickey et les évasions mystérieuses  | ITL 279-BP  | Ennio Missaglia et Giulio Chierchini                                                  | Le Commissaire Finot, Dingo, Le Fantôme Noir Mickey Mouse, Minnie et Pat Hibulaire                                       |
| Mickey Mystère n°7 | 28 juin 1995        | Fantomias entre en jeu               | ITL 788-AP  | Guido Martina, Romano Scarpa et Giorgio Cavazzano                                     | Daisy, Donald Duck, Fantomiald, Géo Trouvetou, Gontran Bonheur, Grand-mère Donald Oncle Picsou, Riri, Fifi et Loulou     |
| Mickey Mystère n°8 | 25 octobre 1995     | Mickey et les voleurs de voitures    | ITL 1227-BP | Romano Scarpa et Luciano Gatto                                                        | Chicaneau, le Commissaire Finot, Dingo, Duflair, Mickey Mouse et Pat Hibulaire                                           |
| Mickey Mystère n°8 | 25 octobre 1995     | L'énigme des statuettes              | ITL 908-AP  | Guido Martina et Massimo De Vita                                                      | Crésus Flairsou, Donald Duck, Fantomiald, Géo Trouvetou et Oncle Picsou                                                  |
| Mickey Mystère n°9 | 14 février 1996     | Mickey et la maison du diable        | ITL 1225-AP | Guido Martina, Romano Scarpa et Sandro Del Conte                                      | Le Commissaire Finot, Dingo et Mickey Mouse                                                                              |
| Mickey Mystère n°9 | 14 février 1996     | Ciné-casse                           | ITL 1483-A  | Staff di If et Massimo De Vita                                                        | Donald Duck, Fantomiald, Gontran Bonheur, Les Rapetou et Oncle Picsou                                                    |
| Mickey Mystère n°9 | 14 février 1996     | L'énigme des statuettes              | ITL 1488-B  | Guido Martina? Cèsar Ferioli Pelaez, Marga Querol Manzano et Maria José Sanchez Nùñez | Crésus Flairsou, Donald Duck, Fantomiald, Oncle Picsou, Riri, Fifi et Loulou                                             |

## Séries célèbres (Disney)
- Mickey
- Donald
- Picsou
- Pluto
- Dingo
- Daisy
- Minnie
- Géo Trouvetou
- Castors Juniors

### Sources et références
1. ↑  (en) Base INDUCKS : Le Journal de Mickey Mystère n° 1 , juin 1993  (ISSN 0767-8088)
2. ↑  (en) Base INDUCKS : Le Journal de Mickey Mystère n° 2 , octobre 1993  (ISSN 1247-1941)
3. ↑  (en) Base INDUCKS : Le Journal de Mickey Mystère n° 3 , février 1994,  (ISSN 1247-1941)
4. ↑  (en) Base INDUCKS : Le Journal de Mickey Mystère n° 4 , mai 1994  (ISSN 1247-1941)
5. ↑  (en) Base INDUCKS : Le Journal de Mickey Mystère n° 5 , octobre 1994  (ISSN 1247-1941)
6. ↑  (en) Base INDUCKS : Le Journal de Mickey Mystère n° 6 , février 1995  (ISSN 1247-1941)
7. ↑  (en) Base INDUCKS : Le Journal de Mickey Mystère n° 7 , juin 1995  (ISSN 1247-1941)
8. ↑  (en) Base INDUCKS : Le Journal de Mickey Mystère n° 8 , octobre 1995  (ISSN 1247-1941)
9. ↑  (en) Base INDUCKS : Le Journal de Mickey Mystère n° 9 , février 1996  (ISSN 1247-1941)